# Sistemi di reportistica
I sistemi di reportistica sono un sottoambito dei Sistemi informativi e per generalità di attribuzione anche dei Sistemi di Business Intelligence e ne costituiscono una estensione legata all'evoluzione informatica.

## Generalità
L'obiettivo di un Sistema di reportistica all'interno dei Sistemi informativi è generalmente quello di fornire documentazione analitica sulle attività di rilievo dell'organizzazione all'interno della quale è sviluppato: tale base informativa
ha l'obiettivo di essere la più aggiornata e corretta secondo un'univoca prassi organizzativa e perciò non suscettibile di rilievi e incongruenze interpretative.
In particolare - e con più aderenza alle fondamenta logiche - i Sistemi di reportistica vengono sviluppati in ambiti complessi che hanno previsto una soluzione di datawarehouse.
Una delle finalità di un processo di datawarehouse è proprio quella di strutturare un contesto informativo hardware-software capace di rispondere alle esigenze dello scenario organizzativo nel senso più ampio.
In tali contesti si hanno:
- Coerenza e consolidamento dei dati
- Velocità nell'accesso alle informazioni
- Supporto per l'analisi dei dati

Col crescere dei dati accumulati a disposizione delle organizzazioni, i vantaggi di un'elaborazione centralizzata dei documenti si rivelano nei tempi di esecuzione dei singoli documenti di reportistica: la particolare configurazione hardware delle postazioni su cui vengono - a livello fisico - ospitate le risorse del sistema permette l'ottimizzazione delle richieste al sistema e ne diminuisce il carico di attività rispetto alla situazione in cui singoli utenti ricercano informazioni sul sistema individualmente.
La standardizzazione dei documenti consente inoltre - secondo l'approccio all'informazione come bene aziendale - una miglior distribuzione delle conoscenze ed una visione dell'attività più conforme e concorde fra le varie funzioni dell'organizzazione, oltreché aggiornata secondo la disponibilità della fonte - o delle fonti - dei dati.
Un documento - una volta elaborato e generato -
viene validato dalle strutture preposte e viene distribuito - ed aggiornato con cadenza periodica - agli appartenenti all'organizzazione che ne diventano i fruitori.

## Le fasi dello sviluppo di un sistema di reportistica
Un processo di sviluppo di un Sistema di reportistica è genericamente composto dalle seguenti fasi:
1. Identificazione delle esigenze informative e di visualizzazione;
2. Identificazione del contesto informativo e delle fonti;
3. Identificazione della configurazione del sistema Hardware/Software;
4. Fase di integrazione hardware/software delle risorse informative;
5. Preparazione del report informativo;
6. Validazione del report informativo;
7. Fase di collaudo del sistema;
8. Fase di esercizio del Sistema di reportistica.

Le fasi sopracitate possono essere ampliate o ridotte in conseguenza dei particolari ambienti di sviluppo, dei differenti contesti macroeconomici di attività dell'organizzazione; inoltre non sono da intendersi necessariamente come consecutive - alcune delle quali potendosi svolgere in concomitanza (vedi le prime due, ad es.).

## Il report informativo
Il documento prodotto si presenta come una combinazione sinottica di tabelle e grafici che presentano le misure di rilievo per i vari fenomeni analizzati, disaggregate e destrutturate secondo le esigenze. Tali misure valgono come indicatori delle proprie attività e costituiscono una base comune per le analisi successive.
I Sistemi di reportistica - integrati in progetti di Business intelligence - permettono all'utente finale di disporre di una serie di funzionalità in aggiunta ai report veri e propri:
- Metadati (una descrizione dei dati, così da assicurarne la comprensione);
- Analisi di tipo tradizionale statistico;
- Rappresentazione con GIS (Sistema informativo geografico);
- Esecuzione di Script personalizzati con linguaggi di basso livello;
- Uso di Componenti Web.

## Architettura di un sistema di reportistica
Si parla di Architettura di sistema client/server di un Sistema di reportistica informatizzato se esso è funzionalmente strutturato in modo da conservare in un singolo Repository - un Dominio, logicamente associato al Server - i documenti prodotti rendendoli accessibili dalle postazioni Client dei fruitori. La funzione di centralizzazione può essere prevista da architetture complesse ed integrate all'interno di Reti e può prevedere differenti livelli di autorizzazioni e di relativa operatività sul sistema (utenti amministratori, utenti visualizzatori, utenti modificatori e creatori di nuovi documenti, etc..).
La fruizione dei documenti finali può essere allargata anche agli utenti di una comunità più ampia - un sito web. Più in generale, sempre più spesso i siti di Enti ed Istituzioni possono prevedere Sistemi di reportistica via web che permettano da un lato di documentarne le attività, dall'altro di rendere disponibili dati di sintesi per approfondimenti tematici.
I documenti - una volta strutturati e prodotti - vengono resi disponibili alla visualizzazione da parte degli utenti e da questi possono essere salvati sulla postazione locale.  Laddove il sistema lo preveda e lo permetta il singolo utente può a sua volta modificare il documento salvato e renderlo fruibile reinviandolo al repository.
Il sistema può mantenere traccia delle variazioni e dei relativi autori e assicurare che il documento sia aggiornato in conseguenza a nuovi caricamenti di dati sui sistemi alimentanti.

## Gli strumenti informatici per i sistemi di reportistica
I sistemi di reportistica hanno favorito la nascita ed il proliferare di una categoria di prodotti per la rete informatica aziendale (Office automation). Tali prodotti - per lo sviluppo dei quali si sono fatte concorrenza le maggiori software-house mondiali - si sono evoluti nel corso degli anni ed hanno allargato il loro spettro di standardizzazione fino a divenire strumenti integrati con quelli propri della Business Intelligence e convergendo verso vere e proprie piattaforme di automazione aziendale (Desktop automation).
Un elenco dei principali produttori mondiali comprende:
- Actuate, su actuate.com.
- Board, su board.com.
- Business Objects, su businessobjects.com.
- Cognos, su cognos.com. URL consultato il 23 aprile 2020 (archiviato dall'url originale il 16 ottobre 2006).
- DataTime, su datatime.eu.
- Microstrategy, su microstrategy.it.
- Oracle, su oracle.com.
- TARGIT, su targit.com.
- Decisyon, su decisyon.com.
- eReplan, su ereplan.com. URL consultato il 21 giugno 2019 (archiviato dall'url originale il 9 marzo 2016).
- Qlik, su qlik.com.
- Tagetik, su tagetik.com